# 신치촌
신치촌(新知村)은 일본 아이치현 지타군에 설치되었던 촌이다. 현재의 지타시의 중심부에 해당한다.